# The Menzingers
The Menzingers es una banda de rock estadounidense de Scranton, Pensilvania.

## Historia
The Menzingers se formó a raíz de las bandas de ska-punk de Scranton  "Bob and the Sagets" (con Tom May, Joe Godino, Eric Keen, y los no miembros de Menzinger, Lee Hartney y Curtis Irie, actualmente de Irie Idea) y "Kos Mos" (con Greg Barnett, Adam McIlwee de Tigers Jaw, y Leo Vergnetti del Captain, We're Sinking). Su primer lanzamiento fue un auto-titulado
cinta de demostración hecha en 2006, que se abrió camino en muchos top ten de varias listas de ese año.
Su álbum debut, "A Lesson in the Abuse of Information Technology" (publicado por la discográfica Go-Kart Records), fue producido por Jesse Cannon. Según Cannon, "grabo bandas todos los días y a casi todos ellos les falta algo pero the Menzingers lo tienen todo -.. Las canciones, la agresión, el corazón y la pasión que la mayoría sólo sueña"
En 2009, la banda lanzó un EP titulado "Hold On Dodge" a través de Red Scare Industries, su primera edición en vinilo (incluyendo una edición de oliva 600 de gestión.) Una pista adicional para el EP titulado "Kentucky Gentleman" está disponible a través de iTunes.
A principios de 2010, la banda hizo un breve paso con Anti-Flag. 13 de abril tuvo lugar el lanzamiento de su segundo álbum de larga duración, "Chamberlain Waits", a través de Red Scare Records. En marzo y abril también recorrieron en apoyo de Against Me !.
El 17 de mayo de 2011 anunciaron que habían firmado con Epitaph Records. Brett Gurewitz, fundador de Epitaph Records y guitarrista de Bad Religion dijo esto acerca de la firma de la banda:
"Estos chicos tocan el tipo de punk rock puro con el que yo crecí. Son compositores serios con talento y estoy feliz de darles la bienvenida a la familia Epitaph. Creo que la banda es un gran ajuste aquí."
Lanzaron On the Impossible Past el 20 de febrero de 2012, y se reunieron con el reconocimiento de la crítica. Un video musical fue filmado y publicado para la canción "Nice Things."
"On the Impossible Past" pasó a ser elegido como el "Álbum del Año" en 2012, tanto para Absolutepunk.net y Punknews.org También fue elegido como el "Álbum del Año" por la revista Rockzone en España.
Los Menzingers publicó un EP split 7 "con The Bouncing Souls en noviembre de 2013. Ambas bandas lanzaron una nueva canción original en la división, junto con una versión de una canción de la otra banda. Los Menzingers hicieron cover de Kate is great de The Bouncing Souls, y The Bouncing Souls hicieron cover de "Burn After Writing" del álbum On the Impossible Past.
El 29 nov, 2013, mientras actuaba en el Bowery Ballroom, Greg Barnett dijo que la mano banda acaba de salir del estudio. El nuevo álbum,  Rented World, fue lanzado el 22 de abril de 2014. Un video musical de una canción del nuevo álbum, "In Remission"", fue lanzado el 18 de febrero de 2014.
La banda pasó 2014 y 2015 en una gira por América del Norte, Europa y Australia con una variedad de actos como soporte y una cabeza de cartel, incluyendo The Smith Street Band, Off With Their Heads, Lemuria, Chumped, Taking Back Sunday, mewithoutYou, Pianos Become the Teeth, letlive., y otros.
A finales del año 2015 The Menzingers daba por finalizada su gira de promoción del disco Rented World y posteriormente se embarcarían en la tarea de crear su siguiente producción es así como a inicios del 2016 empezarían los ensayos de su siguiente álbum  el cual según el vocalista Greg Barnett iba a ser una carta de amor a los veinte años .
El 9 de enero del 2017 se publicaría finalmente el quinto álbum de la banda llamado After the party el cual recibiría comentarios sumamente positivos de los críticos quienes destacaban la versatilidad de la banda para combinar el rock alternativo con el punk asimismo muchas revistas musicales lo reconocieron como uno de los mejores álbumes del género de aquel año.
After the party llevaría a la banda a una gira de casi 2 años por ciudades de Estados Unidos, Europa y Australia ,
A finales del 2018 la banda comenzaría la producción de su siguiente material de estudio ,un disco en el que buscaban reflexionar sobre el paso del tiempo en la adultez a la par que contendría una carga política y social bastante notable.
Hello Exile finalmente seria publicado en Octubre del año 2019 con una notoria aceptación de parte de la critica quienes lo describieron como un álbum conmovedor y agudo, pero a la vez delicado e inmensamente personal".
Hello Exile recibiría videos musicales promocionales de los sencillos Anna,America you're freaking me out y Strangers Forever.
La banda no pudo realizar un tour de promoción mas extenso debido a la situación de la pandemia del 2020 por lo que decidieron aprovechar la situación y crear un formato acústico de Hello Exile publicando así en septiembre de 2020 ''From Exile'' una regrabación completa de su disco anteriormente publicado.
Después de un tiempo de permanecer en silencio sobre nuevos trabajo en Agosto del año 2023 la banda anunciaría que su nuevo álbum estaba en camino el cual seria lanzado el 13 de Octubre de ese mismo año con el nombre de Some of it was true el cual fue calificado por los críticos como un trabajo inteligente y lleno de crudeza poética.
Some of it was true es hasta la fecha el álbum de la banda que más videos promocionales ha tenido como lo son los sencillos Try,                        Hope is a dangerous little thing,There's no place in this world for me y Gone West.

## Miembros
Miembros actuales
- Greg Barnett - Voz, Guitarra rítmica
- Tom May - Guitarra líder, Voz
- Eric Keen - Bajo
- Joe Godino  - Batería

## Discografía

### Álbumes de estudio
- A Lesson in the Abuse of Information Technology (2007)
- Chamberlain Waits (2010)
- On the Impossible Past (2012)
- Rented World (2014)
- After the Party (2017)
- Hello Exile (2019)
- Some of it was true (2023)

### EP y sencillos
- Hold on, Dodge! (2009)
- "I Was Born" (2010)
- "The Obituaries" (2011)
- "Gates" (2012)
- Electric Split (2013) (split with The Bouncing Souls)

### Demos
- Demo (2006)
- On the Possible Past (2012)

### Videos musicales
- "Richard Coury" (2008)
- "I Was Born" (2010)
- "Irish Goodbyes" (2011)
- "Nice Things" (2012)
- "In Remission" (2014)
- "I Don't Wanna Be An Asshole Anymore" (2014)
- "Bad Catholics" (2017)
- "After the Party" (2017)
- "The Freaks" (2018)
- "America (You're Freaking Me Out)" (2019)
- "Anna" (2019)
- "Strangers Forever" (2019)

- Datos: Q23665197
- Multimedia: The Menzingers / Q23665197